# James Sangala
James Sangala (Lilongué, 20 de agosto de 1986) é um futebolista malauiano que atua como defensor.

## Carreira
James Sangala representou o elenco da Seleção Malauiana de Futebol no Campeonato Africano das Nações de 2010.